# Montfort-sur-Boulzane
Montfort-sur-Boulzane é uma comuna francesa na região administrativa de Occitânia, no departamento de Aude. Estende-se por uma área de 33,32 km². Em 2010 a comuna tinha 92 habitantes (densidade: 2,8 hab./km²).